# جونگ دا اون
جونگ دا اون (کره‌ای: 정다은؛ زادهٔ ۳ ژوئن ۱۹۹۴) بازیگر اهل کره جنوبی است. او به خاطر ایفای نقش در درام‌های بار مرموز، قهوه لطفاً و کلاس دروغ‌ها شناخته می‌شود و قبلاً عضو گروه «توآیز» (2Eyes) بوده‌است. او همچنین در فیلم‌های از حد گذشته و جادوگر: بخش ۱. انهدام حضور پیدا کرده‌است.

## فیلم‌شناسی

### فیلم
| سال  | عنوان                 | نقش            | منابع  |
| ---- | --------------------- | -------------- | ------ |
| ۲۰۱۶ | از حد گذشته           | گا-یونگ        | [ ۶ ]  |
| ۲۰۱۸ | جادوگر: بخش ۱. انهدام | دختر موبلند    | [ ۷ ]  |
| ۲۰۲۰ | عدالت                 | چه-یونگ        | [ ۸ ]  |
| ۲۰۲۰ | باغ مخفی (فیلم مستقل) | خواهر جونگ-وون | [ ۹ ]  |
| ۲۰۲۱ | به کاکتوس آب بده      | ها-یون         | [ ۱۰ ] |
| ن/م  | آب شیرین              | جین-جو         | [ ۱۱ ] |

### مجموعه‌های تلویزیونی
| سال  | عنولن                          | نقش                 | شبکه      | منابع  |
| ---- | ------------------------------ | ------------------- | --------- | ------ |
| ۲۰۱۳ | وارثان                         | خودش                | اس‌بی‌اس    | [ ۱۲ ] |
| ۲۰۱۷ | همسر مجرد                      | دا-اوم              | دراما اکس | [ ۱۳ ] |
| ۲۰۱۸ | قهوه لطفاً                      | جانگ سو-میونگ       | چنل ای    | [ ۱۴ ] |
| ۲۰۱۹ | باد می‌وزد                      | لی سو-این           | جی‌تی‌بی‌سی  | [ ۱۵ ] |
| ۲۰۱۹ | کلاس دروغ‌ها                    | جونگ سو-آه / یو-سون | اوسی‌ان    | [ ۱۶ ] |
| ۲۰۲۰ | بار مرموز                      | کانگ یو-رین         | جی‌تی‌بی‌سی  | [ ۱۷ ] |
| ۲۰۲۱ | لوکا: آغاز                     | چوی سو-نا           | تی‌وی‌ان    | [ ۱۸ ] |
| ۲۰۲۱ | درامای ویژه کی‌بی‌اس – قصر       | پرنسس بونگ سون      | کی‌بی‌اس۲   | [ ۱۹ ] |
| ۲۰۲۲ | گو پیل سو وجود ندارد           | اوه سول-گی          | ئی‌ان‌ای    | [ ۲۰ ] |
| ۲۰۲۲ | اوپنینگ – The Underworld Rider | لی جین-یونگ         | تی‌وی‌ان    | [ ۲۱ ] |
| ۲۰۲۲ | کافه مینامدانگ                 | عمه ایم             | کی‌بی‌اس۲   | [ ۲۲ ] |